# Tribute to 聖飢魔II -悪魔との契約書-
『Tribute to 聖飢魔II -悪魔との契約書-』（トリビュート・トゥ せいきまつ あくまとのけいやくしょ）は、魔暦12年(西暦2010年)に期間限定で再集結した聖飢魔IIの地球デビュー25周年を記念して、同年9月15日にHPQから規格品番：YICQ-10012にて発売された、トリビュート・アルバム。

## 収録曲
1. FIRE AFTER FIRE - SEX MACHINEGUNS
2. 蝋人形の館 - SHOW-YA
3. EL DORADO - EARTHSHAKER
4. HOLY BLOOD～闘いの血統～ - Galneryus
5. アダムの林檎 - 地獄カルテット
6. SAVE YOUR SOUL～美しきクリシェに背をむけて～ - X.Y.Z.→A
7. JACK THE RIPPER - THE 冠
8. STAINLESS NIGHT - Sadie
9. 怪奇植物 - †яi¢к
10. 1999 SECRET OBJECT - Grand Illusion
11. ARCADIA - RX feat.John Wetton